# AMOLED

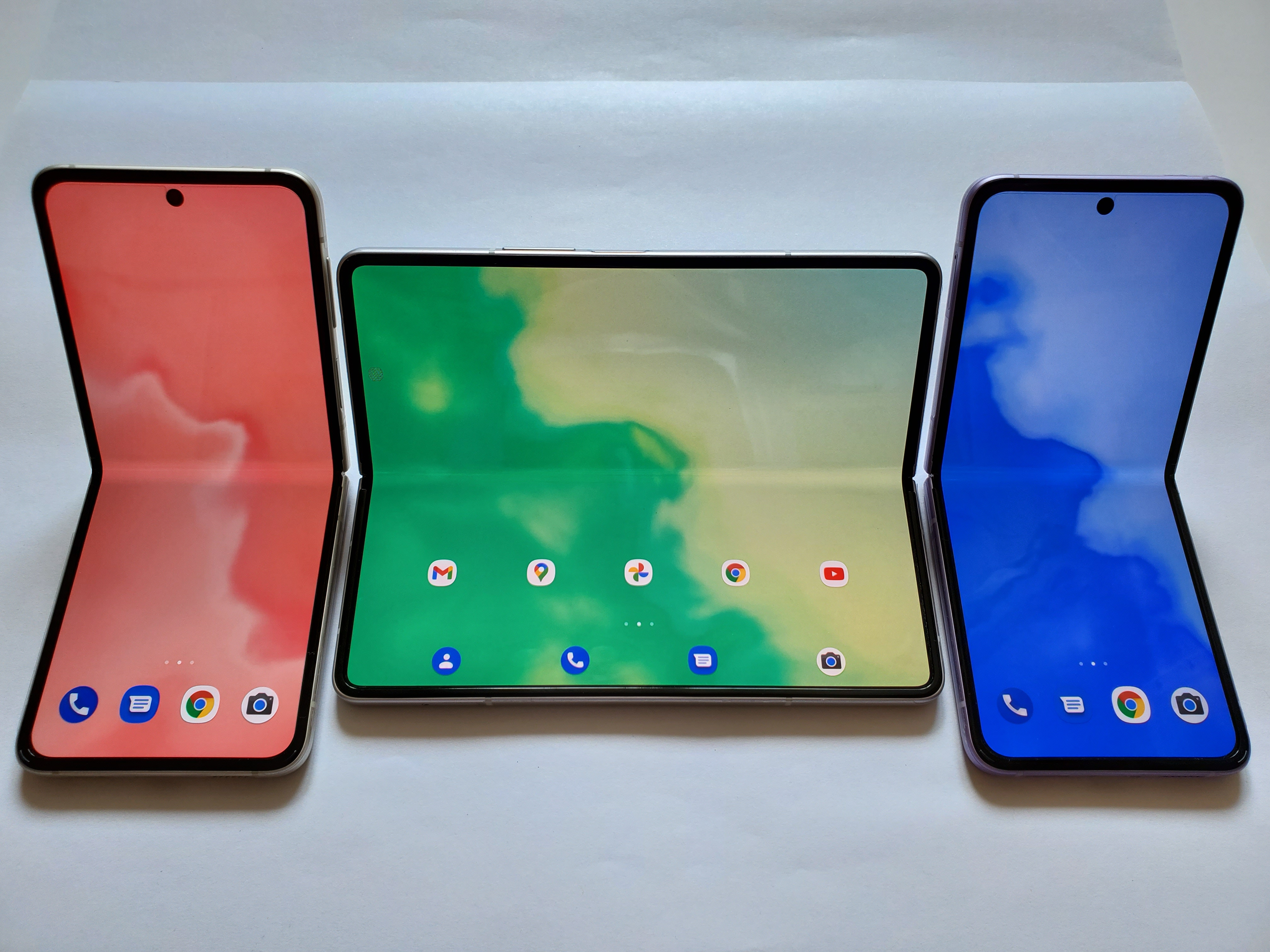
Tehnologia AMOLED utilizată în telefoanele mobile Samsung.

AMOLED (active-matrix organic light-emitting diode sau diodă organică emițătoare de lumină cu matrice activă) este o tehnologie de afișare utilizată în ceasuri inteligente, telefoane mobile, laptop-uri și televizoare. OLED descrie un tip specific de folie foarte subțire luminoasă făcută dintr-un material organic semiconductor, iar active matrix se referă la tehnologia din spatele modalității de adresare a pixelilor.
Începând din 2008, tehnologia AMOLED a fost utilizată în telefoane mobile, mediaplayere și camere digitale, și a continuat să progreseze spre aplicații de consum energetic redus, cost scăzut și dimensiuni mari (de exemplu, 40 țoli).

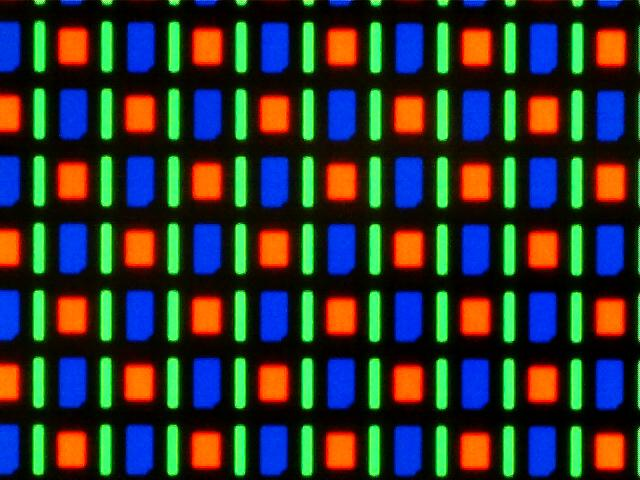
Imagine mărită a ecranului AMOLED prezent în telefonul Nexus One folosind sistemul RGBG.

## Proiecție
Un afișaj AMOLED este alcătuit dintr-o matrice activă de pixeli OLED care generează lumină (luminascență) la activarea electrică care a fost depusă sau integrată într-o matrice de tranzistori cu film subțire (TFT) care funcționează ca o serie de întrerupătoare ce controlează curentul electric către fiecare pixel individual.
De obicei, acest current continuu este controlat de cel puțin două TFT-uri pentru fiecare pixel (pentru declanșarea luminascenței). Primul TFT pornește și oprește încărcarea unui condensator de stocare, iar cel de-al doilea furnizează o sursă de tensiune la nivelul necesar pentru a oferi un current constant pixelului, eliminând astfel necesitatea curenților foarte mari necesari operației OLED cu matrice pasivă.
Tehnologia TFT backplane este esențială pentru fabricarea afișajelor AMOLED. În AMOLED-uri, cele două tehnologii TFT backplane principale (siliciu policristalin (poly-Si) și siliciu amorf (a-Si)) sunt utilizate pentru a fabrica în mod direct backplane-uri cu matrice activă la temperaturi scăzute (sub 150°C) pe substraturi din plastic flexibil pentru a produce afișaje AMOLED flexibile.

Structura unui afișaj OLED cu matrice activă.

## Dezavantaje
Foliile OLED roșii și verzi au o durată de viață mai mare comparativ cu foliile OLED albastre. Această variație rezultă schimbări de culoare pe măsură ce un anumit pixel se estompează mai rapid decât ceilalți pixeli.
AMOLED-urile sunt predispuse la arderea afișajului, care lasă o amprentă a culorilor suprautilizate reprezentate de imagini afișate mult timp.

## Dezvoltare viitoare
Producătorii au dezvoltat panouri "in-cell touch", integrând producția unor senzori capacitivi în procesul de fabricare al modulelor AMOLED. Cei mai cunoscuți producători de afișaje cu senzori touch integrați sunt AU Optronics și Samsung. Samsung a comercializat versiunea sa a acestei tehnologii sub numele de "Super AMOLED".